# نموذج بيكمان
«نموذج بيكمان» (بالإنجليزية: Pickman's Model)‏ هي قصة قصيرة بقلم هوارد فيليبس لافكرافت، وكتبها في سبتمبر 1926 ونشرت لأول مرة في عدد أكتوبر 1927 من مجلة حكايات غريبة. تم اقباسها للتلفزيون في عام 1972 كحلقة من سلسلة المختارات معرض الليل من بطولة برادفورد ديلمان.